# غوردون ماكميلان
غوردون ماكميلان (بالإنجليزية: Gordon McMillan)‏ هو لاعب هوكي الجليد أمريكي، ولد في عقد 1920.

## روابط خارجية
- غوردون ماكميلان على موقع EliteProspects.com (الإنجليزية)